# Sylvain Noack
Sylvain Noack (Rotterdam, 21 augustus 1880 – Los Angeles, 26 januari 1953) was een Amerikaans violist van Nederlandse komaf.
Hij, op geboorteaangifte Simon Noach, was zoon van koopman Arnoldus Noach en Catharina Samuel Heymans. Hij was getrouwd met de Amerikaanse Helen Hartley. Nichtje Julia Noach (1905-1978) was pianiste.
Hij kreeg zijn muziekopleiding aan de orkestschool in Amsterdam met lessen van Wouter Hutschenruyter (piano) en Jan Dahmen (viool). Dat laatste leverde een vioolstudie op bij André Spoor en aan het Amsterdams Conservatorium bij Bram Eldering (1898-1901). Hij nam vervolgens zitting in het Concertgebouworkest en ook het Concertgebouwkwartet (met Carl Flesch, Willem Hofmeester en Isaäc Mossel). In 1906 vertrok hij naar Aken om daar op 15 september concertmeester te worden van het stedelijk orkest. In 1908 trok hij verder; dit keer naar Boston om er tweede concertmeester te worden van het Boston Symphony Orchestra, maar ook daar nam hij zitting in een strijkkwartet samengesteld uit leden van het orkest. Het latere Noack String Quartet droeg zijn naam. Hij werd in 1919 1e concertmeester van het Los Angeles Philharmonic Orchestra.
Hijzelf gaf op jonge leeftijd les aan Max Tak.